# Paris Blues
Paris Blues és una pel·lícula estatunidenca dirigida per Martin Ritt, estrenada el 1961.

Poster de la pel·lícula

## Argument[1]
A París, Ram Bowen, un trombó americà que no viu més que pel jazz, anant a recollir a l'Estació de Paris-Saint-Lazare el famós trompetista Wild Man Moore, troba dos compatriotes, Lilian i la seva amiga negra Connie, que arriben per visitar la capital uns dies. Anant al Club 33, el club de jazz on toca Ram, les americanes coneixen el saxofonista negre Eddie Cook. que sembla haver-se establert a París per fugir del racisme regnant als Estats Units. Els idil·lis respectius de Ram i Eddie amb Lilian i Connie replantejaran la vida artística dels dos músics, sobretot la de Ram que, en plena creació, ha obtingut una cita decisiva amb un editor musical notable al qual ha enviat la seva composició  París Blues . La decepció de Ram, després de la seva entrevista amb l'editor que li aconsella perfeccionar-se, i el gran amor que Eddie professa per a Connie, els convenceran per seguir les dues joves als Estats Units. Però en el moment de marxar, Ram decideix que és a París que trobarà la seva via mentre que Eddie ajorna la seva marxa, prometent a Connie anar-hi més tard.

## Temes i context
Pel·lícula nostàlgica i impressionista que, al llindar dels anys 1960, evoca un París mític en blanc i negre: Barri Saint-Germain-des-Prés, els seus existencialistes (Marie Seoul, patrona del club, recorda Juliette Gréco i Le Tabú), la seva vida de bohèmia (Ram Bowen) o marginal (el guitarrista drogoaddicte Michel Duvigne). Targeta postal de París vista per un americà, l'acció es desenvolupa en una freda tardor, raó més per entretenir-se al celler on el jazz flueix i aprofitar el seu ambient calorós i endimoniat: es pensa en Boris Vian amb la seva «trompinette», en Milles Davis o en Sidney Bechet. Els protagonistes celebren «l'ànima de París»: Eddie diu a Connie que el que compta « no és el que es veu de la ciutat, sinó la seva atmosfera» o Lillian que, obrint la finestra davant les teulades, declara a Ram que « París s'assembla exactament a les pintures que n'ha vist». Si s'identifica la Catedral de Notre-Dame de Paris, el temps d'una nit glacial, o els Champs-Élysées, batuts pels vents, cal haver estat «impressionat» per París per reconèixer els seus Halles d'abans. L'epíleg és eloqüent: a Saint-Lazare, els encarregats del manteniment de cartells recobreixen la immensa imatge del músic Wild Man Moore amb una publicitat de les publications Larousse, ja que, darrere aquesta antologia quallada de noms il·lustres, artístics o intel·lectuals, s'amaguen éssers humans que han sofert i han estimat, i que París ha estimat, i que han fet la seva llegenda...

## Repartiment
- Paul Newman: Ram Bowen
- Joanne Woodward: Lillian Corning
- Sidney Poitier: Eddie Cook
- Diahann Carroll: Connie Lampson
- Louis Armstrong: Wild Man Moore
- Barbara Laage: Marie Séoul
- Serge Reggiani: El guitarrista Michel Duvigne
- André Luguet: l'editor René Bernard
- Aaron Bridgers: un pianista
- Michel Portal: un músic
- Claude Rollet: un client
- Roger Blin: El guitarrista gitano
- Hélène Dieudonné: la vella traficant de drogues
- Guy Pedersen: El contrabaixista
- Marie Versini: Nicole

## Premis i nominacions

### Nominacions
- 1962: Oscar a la millor banda sonora per Duke Ellington
- 1962: Grammy a la millor àlbum de banda sonora per pel·lícula o televisió per Duke Ellington

## Al voltant de la pel·lícula
- Aquest film és considerat com la primera pel·lícula dels Estats Units on un actor negre (Sidney Poitier) té un paper protagonista romàntic.